# Emma Carelli
Emma Carelli (Nápoles, 12 de mayo de 1877 - Montefiascone, 17 de agosto de 1928) fue una soprano y empresaria operística italiana, paricularmente asociada con el repertorio de soprano dramática de las óperas del verismo italiano y de los dramas musicales wagnerianos. tras su carrera como cantante, dirigió el teatro Costanzi de Roma durante casi quince años.

## Biografía
Estudió con su padre, el tenor Beniamino Carelli (1833 - 1921) en el Conservatorio de San Pietro a Maiella, en su ciudad natal. Debutó profesionalmente en 1895, en Altamura, en el papel protagonista de La vestale, de Mercadante, durante las celebraciones del centenario del nacimiento del autor. Posteriormente comenzó a aparecer en diversos teatros de ópera italianos. En 1898 contrajo matrimonio con el político socialista y empresario Walter Mocchi, que se convertiría en su agente. 
Carelli cantó en varios estrenos mundiales, como La Colonia libera, de Pietro Floridia (1899), Anton, de Cesare Galeotti (1900) y Le maschere, de Pietro Mascagni (en el Teatro alla Scala, en 1901). Durante varios años, cantó en América del Sur, en giras organizadas por su marido, destacando el estreno en Buenos Aires de Lorenza, de Edoardo Mascheroni (1903). Carelli adquirió fama interpretando la protagonista de Zazà, de Leoncavallo, así como las de Parsifal y Tannhäuser. Se presentó con gran éxito en los teatros de Madrid, Barcelona, Bucarest, Río de Janeiro, San Petersburgo, Marsella y Montecarlo.
En 1908, Mocchi, junto con otras figuras del mundo operítico italiano, fundó la Società Teatrale Internazionale, que adquirió el Teatro Costanzi de Roma (actual Teatro de la Ópera de Roma). En 1912, Carelli (que había cantado habitualmente en el Teatro) se convierte en empresaria y directora artística. Durante sus 14 años de dirección, Carelli solo cantó en el Costanzi los papeles de Elektra (Richard Strauss) e Iris (Mascagni), pero puso en escena diversos estrenos en Roma, como los de La fanciulla del West, Turandot, Il Trittico, Parsifal, Francesca da Rimini, Boris Godunov o Samson et Dalila. 
En 1926 Carelli y Mocchi vendieron el Teatro Costanzi al Ayuntamiento de Roma y se deshicieron de la mayoría de sus intereses comerciales en América del Sur. Carelli falleció en 1928 en un accidente de tráfico cerca de Roma. Algunos años después, Mocchi se casó con la soprano brasileña Bidu Sayão, cuya carrera había sido impulsada por Carelli en el Teatro Costanzi.
Emma Carelli dejó varias grabaciones, realizadas entre abril y julio de 1906, con fragmentos de Manon, Tosca, Adriana Lecouvreur y Siberia.